# Sanchezia filamentosa
Sanchezia filamentosa är en akantusväxtart som beskrevs av Gustav Lindau. Sanchezia filamentosa ingår i släktet Sanchezia och familjen akantusväxter. Inga underarter finns listade i Catalogue of Life.